# جورج خوري
جورج خوري، لاعب كرة قدم سوري متقاعد لعب لصالح منتخب سوريا لكرة القدم خلال الثمانينات.
قضى معظم مسيرته مع نادي الجيش، ثم لعب في صفوف تشرين، وفي نادي صحم العماني عمان.
لعب لسوريا في بطولات مختلفة مثل: كأس آسيا 1984، تصفيات كأس العالم 1986، كأس الأمم العربية 1988، كأس آسيا 1988 وألعاب البحر الأبيض المتوسط 1987 حيث سجل هدف لسوريا من ركلة جزاء لنتنهي المباراة بالفوز على فرنسا 2–1 في النهائي.